# Светлоярское городское поселение
Светлоя́рское городско́е поселе́ние — городское поселение в Светлоярском районе Волгоградской области. 
Административный центр - рабочий посёлок Светлый Яр.

## Население
| 2009    | 2010    | 2012    | 2013    | 2014    | 2015    | 2016    |
| ------- | ------- | ------- | ------- | ------- | ------- | ------- |
| 12 316  | ↗12 895 | ↘12 798 | ↘12 639 | ↘12 435 | ↘12 249 | ↘12 148 |
| 2017    | 2018    | 2019    | 2020    | 2021    | 2024    |         |
| ↘12 020 | ↘11 947 | ↘11 845 | ↘11 805 | ↘11 405 | ↘10 864 |         |

## Состав городского поселения
| № | Населённый пункт | Тип населённого пункта                  | Население |
| - | ---------------- | --------------------------------------- | --------- |
| 1 | Барбаши          | хутор                                   | 33        |
| 2 | Громки           | хутор                                   | 47        |
| 3 | Краснофлотский   | посёлок                                 | 225       |
| 4 | Садовый          | посёлок                                 | 53        |
| 5 | Светлый Яр       | рабочий посёлок, административный центр | ↘10 790   |